# Отношения ДР Конго и Франции
Отношения Демократической Республики Конго и Франции — двусторонние дипломатические отношения между Демократической Республикой Конго (ДР Конго) и Францией. Государства являются членами Организации Объединённых Наций и Франкофонии.

## История
В 1961 году Франция направила в ДР Конго полковника Роже Тринкье для поддержки Мобуту Сесе Секо.
В 1977 году президент Франции Валери Жискар д’Эстен решил задействовать французскую армию в Заире, чтобы помочь Мобуту Сесе Секо удержать власть перед лицом прорыва повстанцев Фронта национального освобождения Конго во время мятежа в провинции Шаба. В 1978 году Франция снова поддержала Заир во время ещё одного мятежа в провинции Шаба.
В 1994 году, в разгар геноцида тутси в Руанде, Мобуту Сесе Секо разрешил Франции использовать регион Киву в качестве тыловой базы для операции «Бирюза» — французской военной операции по прекращению массовых убийств в Руанде.

## Культура
Французский язык является официальным языком ДР Конго и Франции. Эти государства являются полноправными членами Международной организации франкоязычных стран.
Альянс Франсез, Французский институт и французский лицей Рене Декарта в Киншасе расположены в ДР Конго. Франция обучает конголезских государственных служащих в Национальной школе администрации.

## Политические контакты
Франция взяла на себя обязательство перед Европейским союзом и Советом Безопасности ООН поддерживать права человека, демократию и конституцию в ДР Конго в конце второго президентского срока Жозефа Кабилы.
Франция поддерживает ДР Конго в области продовольствия и здравоохранения. Обязательства Франции в области продовольственной помощи были усилены после продовольственного кризиса 2008 года и достигли 17 миллионов евро в период с 2008 по 2012 год.

## Экономические отношения
Экспорт ДР Конго во Францию: агропродовольственные товары. Экспорт Франции в ДР Конго: фармацевтическая продукция и механическое оборудование.
ДР Конго пользуется поддержкой французских экспертов для улучшения своих бюджетных и административных показателей в соответствии с контрактом о сокращении долга и развитии, заключенном между странами.

## Дипломатические представительства
- ДР Конго имеет посольство в Париже[6].
- Франция содержит посольство в Киншасе[7].